# 天主教木爾坦教區
天主教木爾坦教區（拉丁語：Dioecesis Multanensis），是羅馬天主教會以巴基斯坦第五大城市木爾坦為中心的一個主教區。屬拉合爾總教區。教區管轄旁遮普省南部。
2004年有教友99,375名，佔轄區總人口僅百分之0.3。由25名司鐸名管理18個堂區。現任教區主教為安德肋‧方濟。
1936年12月17日自拉合爾總教區分出，建立監牧區。1939年7月20日升為教區。